# Rotkopf-Borstenvogel
Der Rotkopf-Borstenvogel (Dasyornis broadbenti), auch Rotkopf-Lackvogel oder Zimtkopf-Borstenschüpfer genannt, ist ein seltener Vogel aus der Familie der Borstenvögel.

## Beschreibung

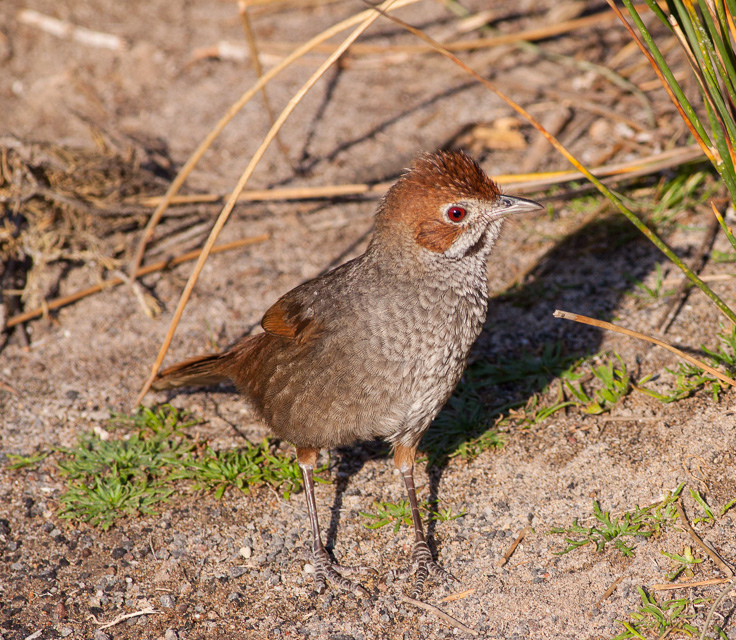
Rotkopf-Borstenvogel

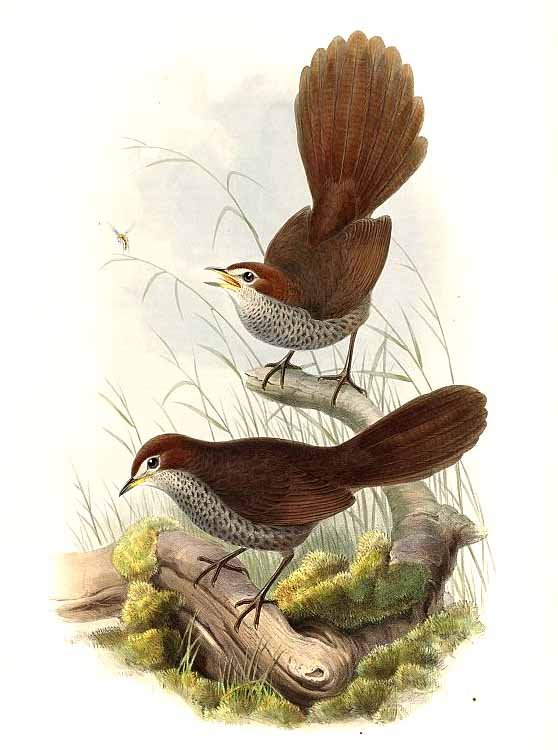
Rotkopf-Borstenvögel, Illustration

Seinen Namen trägt er aufgrund seines braunen, wie lackiert glänzenden, wasserabweisenden Gefieders am Rücken, Kopf und Schwanz. Die Bauchseite ist weiß gefärbt, im Brustbereich ist sie leicht grau untersetzt. Der Schnabel ist schwarz, die Füße sind grau gefärbt. Am Schnabelansatz hat er feine Federborsten, die wahrscheinlich dem Schutz der Augen dienen.

## Verbreitung und Lebensweise
Obwohl die Vögel gut fliegen können, leben sie meist versteckt am Boden in der Heide und den Grasgebieten im Südosten und Südwesten Australiens. Der Vogel ernährt sich vor allem von Samen, Insekten und anderen Wirbellosen, die er am Boden findet. Die Männchen singen meist in kleinen Gruppen von bis zu fünf Tieren, um vorbeiziehende Weibchen zu beeindrucken. Der Gesang der Vögel ähnelt einem rauen Quietschen.
Es werden vier Unterarten unterschieden:
- Dasyornis broadbenti littoralis Verbreitung: Südwesten Australiens, zuletzt 1940 gesehen, vermutlich ausgestorben
- Dasyornis broadbenti whitei Verbreitung: Süd-Australien
- Dasyornis broadbenti broadbenti Verbreitung: Süd-Australien, Victoria
- Dasyornis broadbenti caryochrous Verbreitung: Süd-Victoria

## Fortpflanzung
Die Brut findet von September bis Dezember statt. Das Weibchen baut am Boden ein ovales Nest aus Gräsern, das innen mit Moos ausgekleidet wird. Die Eier, meist zwei, haben weiße, rote und purpurne Flecken. Die Brutdauer beträgt 11 bis 22 Tage, die Nestlingszeit der Jungen bis zu 25 Tage. Danach werden die Jungvögel noch bis zu acht Wochen von beiden Elternteilen versorgt.

## Gefährdung
Diese Vögel sind wie alle Bodenbrüter Australiens durch eingeführte Ratten, Füchse, Katzen, Kaninchen, welche die Brut zerstören sowie der Änderung ihres Lebensraumes aufgrund der Landwirtschaft, Ausbreitung der Städte sowie durch auftretende Buschfeuer in ihrem Bestand gefährdet. Die IUCN stuft diese Art aber aufgrund ihres weiten Verbreitungsgebietes als (Least Concern) nicht gefährdet ein.